# واقعة عاكف
دكة عاكف أو انتفاضة الحلة 1916 أو وقعة عاكف هي انتفاضة عربية ضد الدولة العثمانية عام 1916.

## خلفية
كانت هزيمة الجيش العثماني في معركة الشعيبة في أبريل 1915 قد أضرت بسلطتهم في نظر العرب، مما أدى إلى انتفاضة النجف في مايو 1915. بعد انتصارهم، بدأ ثوار النجف بتجهيز انتفاضة في الحلة.

## الانتفاضة
حدثت انتفاضة الحلة في تشرين الثاني/نوفمبر 1916. خاض العثمانيون معركة يائسة في المدينة، لكنهم وجدوا أنفسهم أقل عددًا من موجات البدو والثوار. بعد أن استولى الثوار على المدينة، أرسل العثمانيون قوة عقابية قوامها 4000-6000 جندي تحت قيادة عاكف بك. في الحادي عشر من الشهر نفسه، كتب عاكف رسالة إلى وجهاء الحلة، يدعي فيها أنه بحاجة إلى عبور المدينة للوصول إلى الناصرية. وطلب مقابلة وجهاء المدينة للتفاوض معهم من أجل السماح لهم بالعبور. وعندما التقى بهم زعماء المدينة مثل محمد علي القزويني وغيره، احتجزهم العثمانيون كرهائن وأعلنوا لسكان المدينة أنه إذا تم معارضة عبورهم عبر المدينة إلى الناصرية فسوف يقتلون كل الرهائن.

## بعد الحادثة
والتزم السكان بالمطالب العثمانية، لكن عاكف نكث بوعده. شنقت القوات العثمانية 128، أو 126 شخصًا، وقتلوا 1500 إجمالاً، بالإضافة إلى ترحيل "الآلاف" من الأشخاص إلى ديار بكر. أدى هذا الحادث إلى زيادة معاداة العثمانيين. وأدان شيخ آل فتلة مبدر الفرعون المجزرة العثمانية، ونجا محمد علي القزويني من قبضة العثمانيين وعاش حتى عام 1937.